# Cher (album iz 1987.)
Cher je osamnaesti studijski album američke pjevačice Cher koji je 10. studenog 1987. godine izdala izdavačka kuća Geffen Records. 

## Informacije o albumu
Pet godina nakon što je snimila album I Paralyze te se odlučila na pauzu kako bi se posvetila glumi, Cher potpisuje ugovor s izdavačkom kućom Geffen Records (koja će poslije zakupiti jednu od njenih prijašnjih izdavačkih kuća MCA Records) te je požurena u studio da snimi album koji će obilježiti još jedan povratak na glazbenu scenu. Album jednostavnog naziva Cher izlazi u jesen 1987. godine. Album su producirali Michael Bolton, Jon Bon Jovi, Richie Sambora i Desmond Child. Uz spomenute umjetnike na albumu djeluju i Bonnie Tyler te Darlene Love kao prateći vokali na pjesmi "Perfection". 
Nakon niza pop i disco albuma Cher se okreće radio orijentiranom rock žanru što joj je pomoglo da se vrati na top ljestvice. Album sadrži nove verziju njenog hita iz 1966. godine Bang Bang (My Baby Shot Me Down), "I Found Someone" čiji je autor Michael Bolton (prvotno napisanu za pjevačicu Lauru Branigan koja 1985. izdaje svoju verziju), nekoliko pjesama koje potpisuje Desmond Child, dvije Diane Warren koja će za pjevačicu u budućnosti napisati mnogo hit pjesama. 
S albuma je skinuto pet singlica. Najavna singlica s albuma je bila "I Found Someone" koja je Cher vratila na top ljestvice s obje strane Atlantskog oceana. Sljedeće su bile "We All Sleep Alone" i "Skin Deep" koje su postigle manji uspjeh ali se ipak pojavile na ljestvicama dok su "Bang Bang" i "Main Man" izdane samo kao promotivni singlovi da dodatno potaknu prodaju albuma. 
Promocija
Album je promoviran na televizijskom showu Saturday Night Live na kojem je izvela pjesme "I Found Someone" i "We All Sleep Alone" te na Late Show with David Letterman gdje je izvela "I Found Someone" i "I Got You Babe". Izvedba kod Lettermana je obajvljena na video kazeti te je ujedno i posljednji put da je nastupila s bivšim suprugom Sonny Bonom prije njegove smrti 1998. godine. Album je promovirala i na televiziji u Ujedinjenom Kraljevstvu. 
Popis pjesama:
1. "I Found Someone" (Michael Bolton, Mark Mangold) 3:42
2. "We All Sleep Alone" (Desmond Child, Jon Bon Jovi, Richie Sambora) 3:53
3. "Bang-Bang" (1987 version) (Sonny Bono) 3:51
4. "Main Man" (Child) 3:48
5. "Give Our Love a Fightin' Chance" (Child, Diane Warren) 4:06
6. "Perfection" (featuring Bonnie Tyler and Darlene Love) (Child, Warren) 4:28
7. "Dangerous Times" (Roger Bruno, Susan Pomerantz, Ellen Schwartz) 3:01
8. "Skin Deep" (Jon Lind, Mark Goldenberg) 4:16
9. "Working Girl" (Child, Bolton) 3:57
10. "Hard Enough Getting Over You" (Bolton, Doug James) 3:48

Dodatne informacije
- "I Found Someone" je prvotno snimila Laura Branigan te se nalazi na njenom albumu iz 1985. godine pod nazivom Hold Me.
- "Bang Bang (My Baby Shot Me Down)" je prvotno izašla na drugom albumu Cher iz 1966. godine The Sonny Side of Chér.

## Produkcija
- pjesme 1 i 10: aranžer i producent : Michael Bolton za MBO Productions, dodatna produkcija na pjesmi 10: Albhy Galuten. Snimatelj: Michael Christopher;  miksanje: David Thoener. Gitare: John McCurry, Steve Lukather, Ira Siegel; klavijature: Doug Katsaros, Jeff Bova, Phillip Ashley; bass gitara: Will Lee; bubnjevi, perkusija: Chris Parker, Albhy Galuten; prateći vokali: Patty Darcy, Vicki Sue Robinson. Pjesma 1 snimana u Power Station & A&M Studios; miksanje u The Record Plant. Pjesma 10 snimana u Power Station, Oceanway Studios & Soundtrack Studios; miksana u The Record Plant.
- pjesme 2 i 3: aranžeri i producenti: Desmond Child, Jon Bon Jovi i Richie Sambora. Snimatelj: Sir Arthur Payson u Electric Lady, The Hit Factory, Bearsville Studios, A&M Studios & Giant Sound s dodatnom produkcijom na pjesmi 3: Rob Jacobs i Shelly Yakus. Miksao: Bob Rock u Little Mountain Sound. Prateći vokali: Jon Bon Jovi, Bernie Shanahan, Desmond Child, Joe Lynn Turner, Louis Merlino, Michael Bolton, Myriam Valle. Gitara: Richie Sambora; klavijatura: David Bryan; dodatne klavijature: Chuck Kentis; bass gitara: Alec John Such; bubnjevi, perkusija: Tico Torres
- pjesme 4, 6 i 9: aranžer i producent: Desmond Child; snimano u Sir Arthur Payson at Bearsville Studios & The Hit Factory. Prateći vokali: Bernie Shanahan, Desmond Child, Elaine Caswell, Joe Lynn Turner, Louis Merlino, Myriam Valle, Bonnie Tyler, Darlene Love
- pjesma 7: aranžer i producent: Peter Asher; snimano u Recorded at Schnee Studios, The Complex & Record One. Prateći vokali: Arnold McCuller, Rosemary Butler
- pjesma 8: aranžer i producent: Jon Lind; snimatelji: Csaba Petocz & Daren Klein; snimano u The Grey Room & One on One Studios; prateći vokali: Maurice White, Debra Dobkin, Julia & Maxine Waters.